# Chemelot

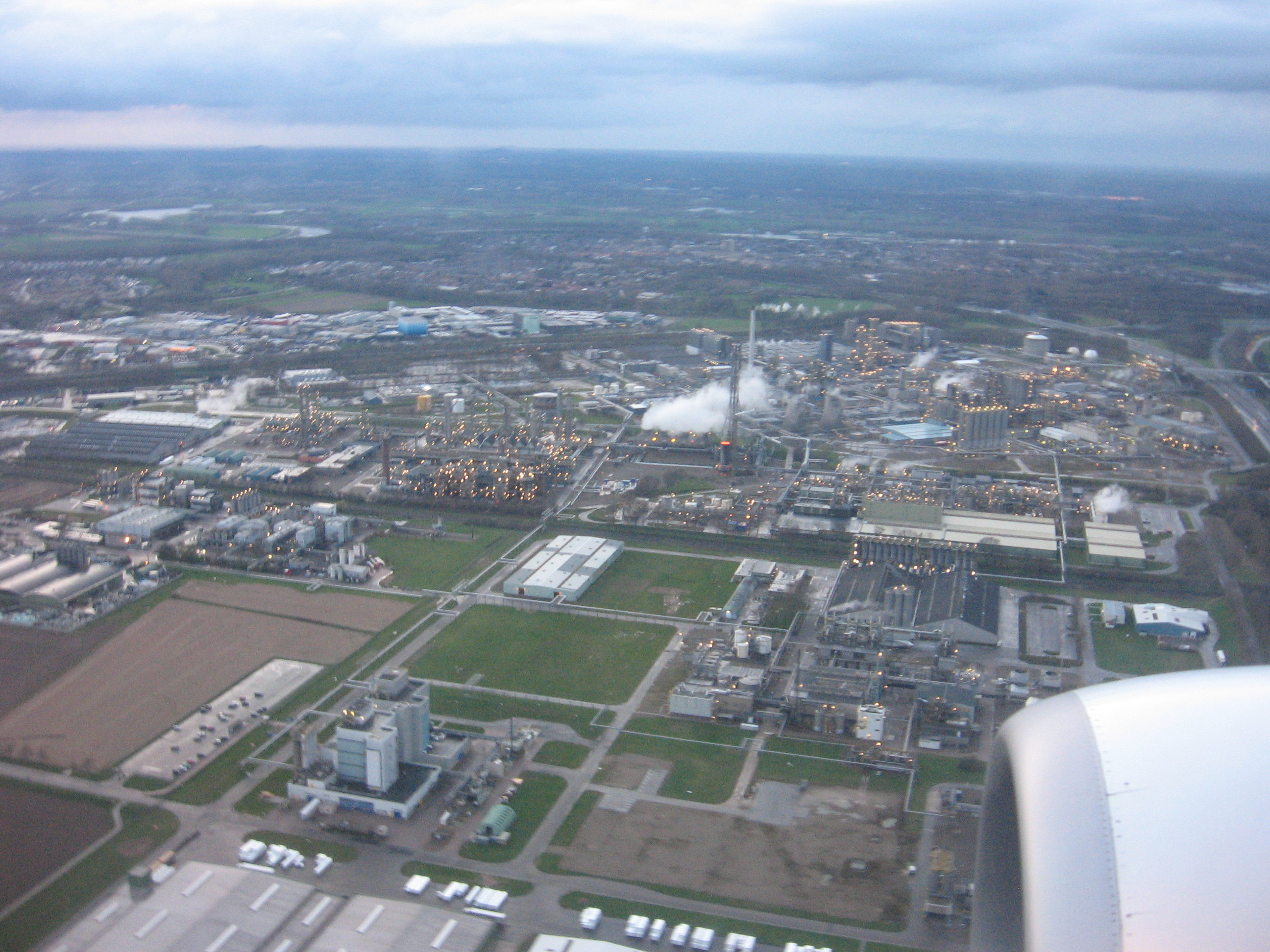
Zicht op het gedeelte ten zuiden van de A76 vanuit een vliegtuig

Chemelot is een groot industriecomplex van 800 hectare voor de chemische industrie, gelegen rondom het knooppunt Kerensheide van de rijkswegen A2 en A76 tussen Stein en Geleen, in de Nederlandse provincie Limburg. De laatste jaren vinden er ook andere activiteiten plaats en zijn er instellingen gevestigd.

## Geschiedenis

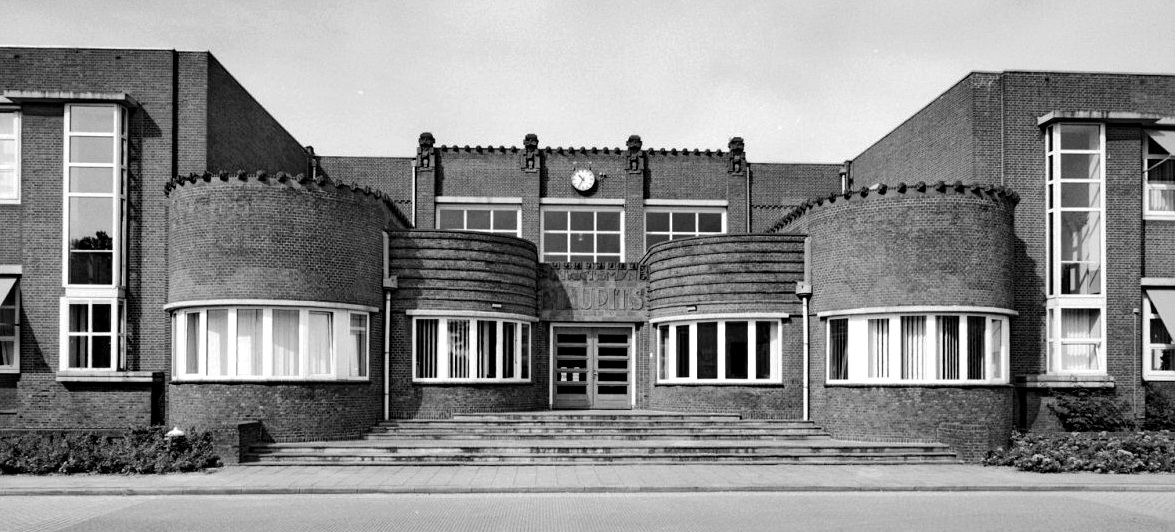
Hoofdkantoor Maurits

### Staatsmijn Maurits (1924-1967)
In 1924 werd in Geleen het hoofdgebouw van de Staatsmijn Maurits geopend, een postuum ontwerp van de Amsterdamse School-architect Willem Leliman. Tot aan de sluiting van de mijn op 1 september 1967 vormde dit gebouw het 'zenuwcentrum' van de mijnbouw in de Westelijke Mijnstreek. De steenkolenmijn Maurits, eigendom van de Staatsmijnen (Dutch State Mines - DSM), was begin jaren vijftig een van Europa's modernste, veiligste en efficiëntste mijnen, waar ca. 5700 arbeiders ondergronds en 3400 bovengronds werkten. Overblijfselen uit deze periode op het Chemelot-terrein zijn de constructiewerkplaats van de Maurits, de watertoren, de Mauritsberg, het Mijnmonument, Mozaïekmonument Mijn Maurits en het Barbaramonument.

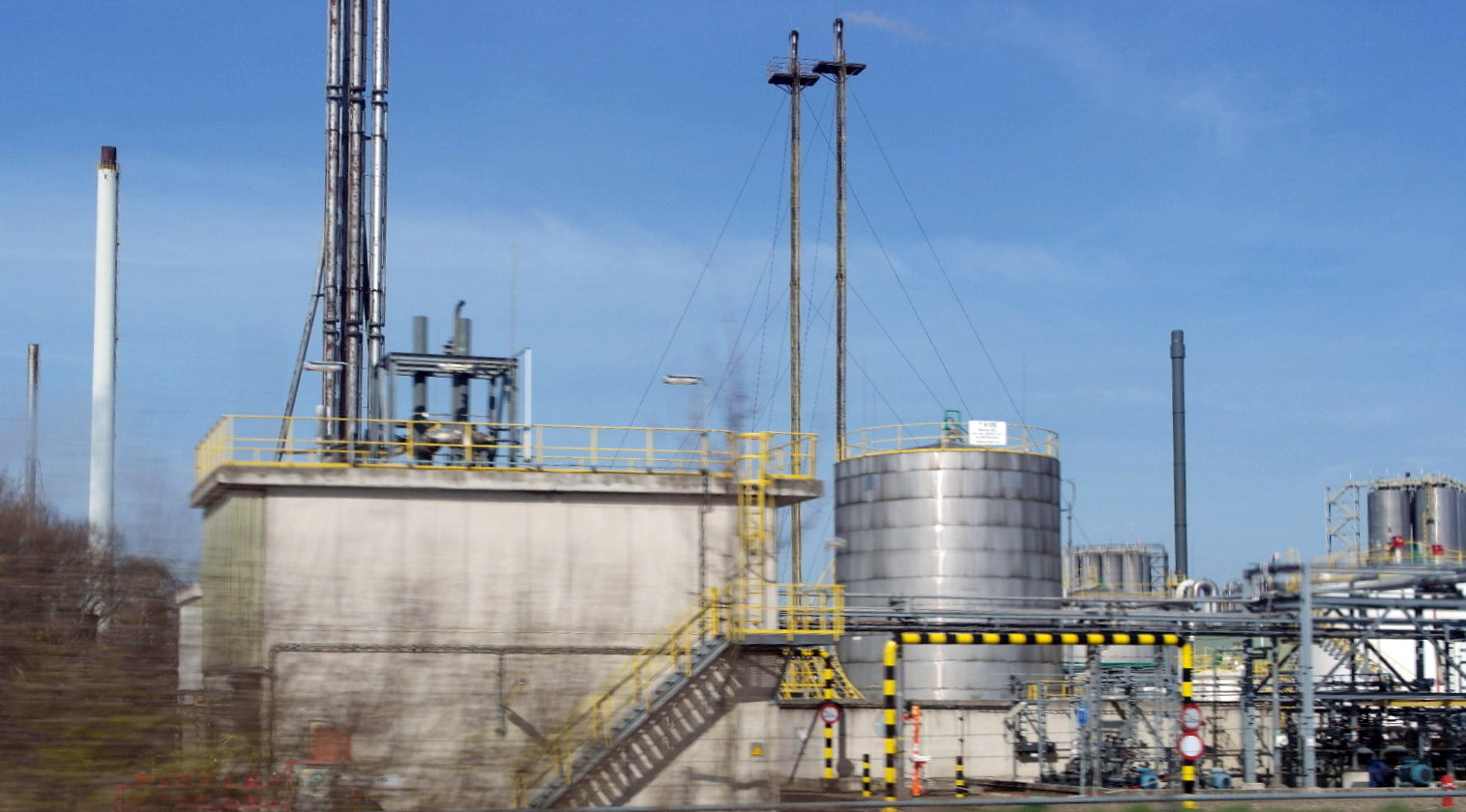
Petrochemische installaties DSM, thans SABIC

### BedrijfsterreinDSM(1930-2000)
In 1929 werd op het terrein van de Staatsmijnen in Geleen een cokesfabriek in gebruik genomen. Kort daarna begon de productie op grote schaal van stikstofhoudende kunstmest. Tussen 1939 en 1959 werd onder leiding van Gerrit Berkhoff in fasen de nieuwbouw voor het Centraal Laboratorium van de Staatsmijnen gerealiseerd. In 1945 werkten hier al tweehonderd onderzoekers en dit aantal groeide uit tot meer dan duizend in de jaren zestig. Daarmee was het de grootste scheikundige onderzoeks- en ontwikkellocatie van Nederland. De nauwe samenwerking tussen dit onderdeel enerzijds en de productie in de fabrieken anderzijds gold daarbij als uniek in Nederland. De gebouwen van het Centraal Laboratorium vormen nu nog het hart van de Chemelot Campus. In 2025 werd het Centraal Laboratorium door de KNCV uitgeroepen tot nationaal chemisch erfgoed.
In de nacht van 5 op 6 oktober 1942 wierpen Engelse bommenwerpers hun bommen af op de Staatsmijn Maurits en omgeving, waarbij grote schade werd aangericht en bijna honderd mensen om het leven kwamen. Op 1 september 1944 werd de cokesfabriek getroffen, waardoor de productie van ammoniak voor de Duitse oorlogsindustrie stil kwam te liggen. Na de oorlog kwam de nadruk te liggen op de productie van grondstoffen (voor onder andere kunststoffen, harsen en synthetische vezels) en werden op het terrein fabrieken gebouwd voor onder andere ureum, caprolactam, polyetheen, EPDM, melamine en lysine.
In 1973 verbeterde de bereikbaarheid van het industrieterrein aanzienlijk door de aanleg van het knooppunt Kerensheide tussen de A2 en de A76. Vanaf de jaren zeventig verschoof de nadruk geleidelijk van de bulkchemie naar de fijnchemie (voedingsingrediënten, geneesmiddelen en landbouwchemicaliën). In de jaren tachtig werden laboratoria en fabrieksinstallaties gebouwd voor onder andere Dyneema, aspartaam en zogenaamde engineering plastics. In 1985 vestigde zich voor het eerst een ander bedrijf op het DSM-terrein: Carbolim, dat ter plaatse vloeibare koolstofdioxide produceert als restproduct van de ammoniakproductie van DSM (later OCI). Vanaf 1988 verkocht DSM verschillende fabrieken op het terrein aan externe bedrijven. In de jaren negentig werden door DSM in Geleen slechts op bescheiden schaal nieuwe activiteiten gestart.

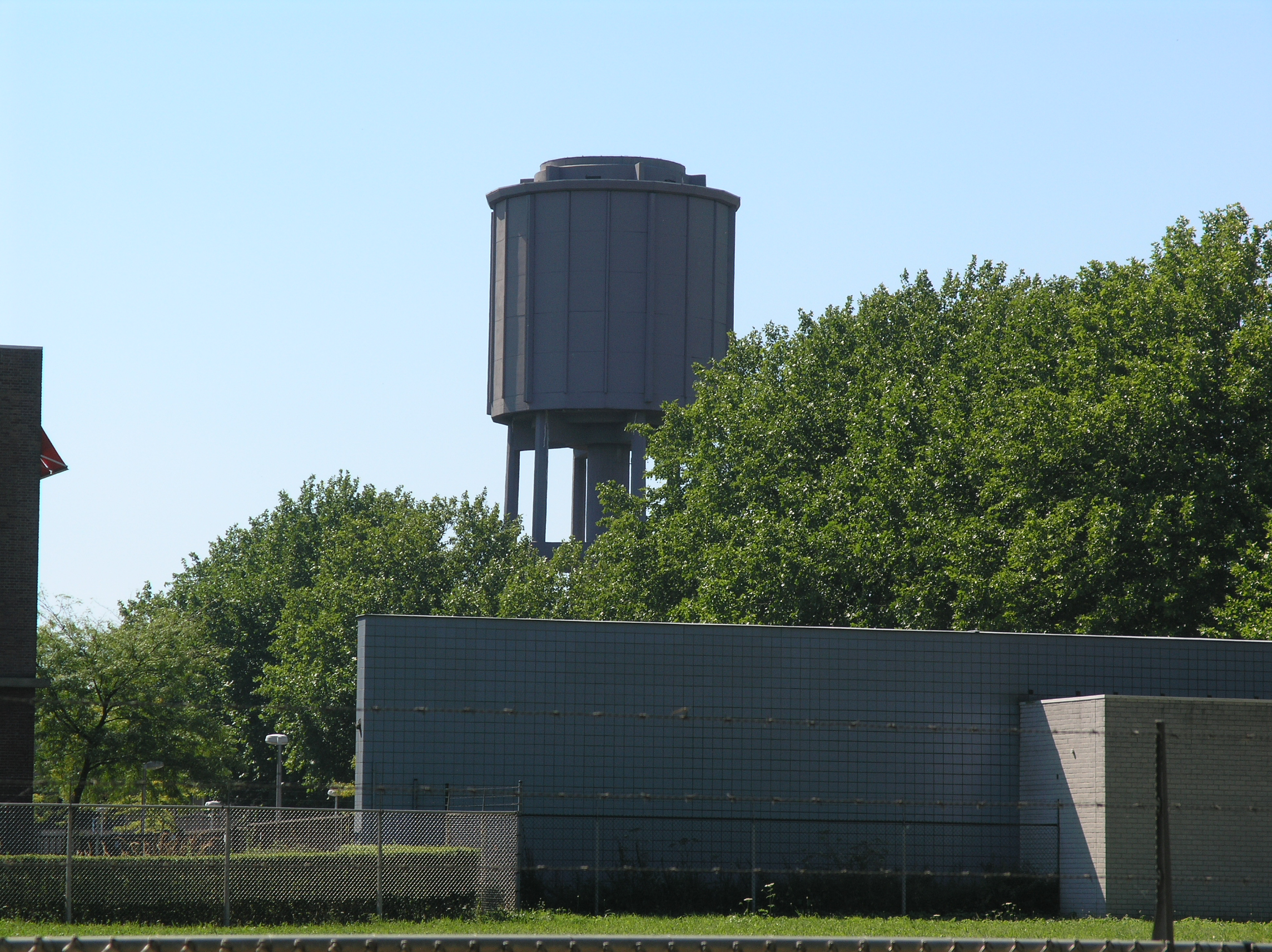
Watertoren uit 1924
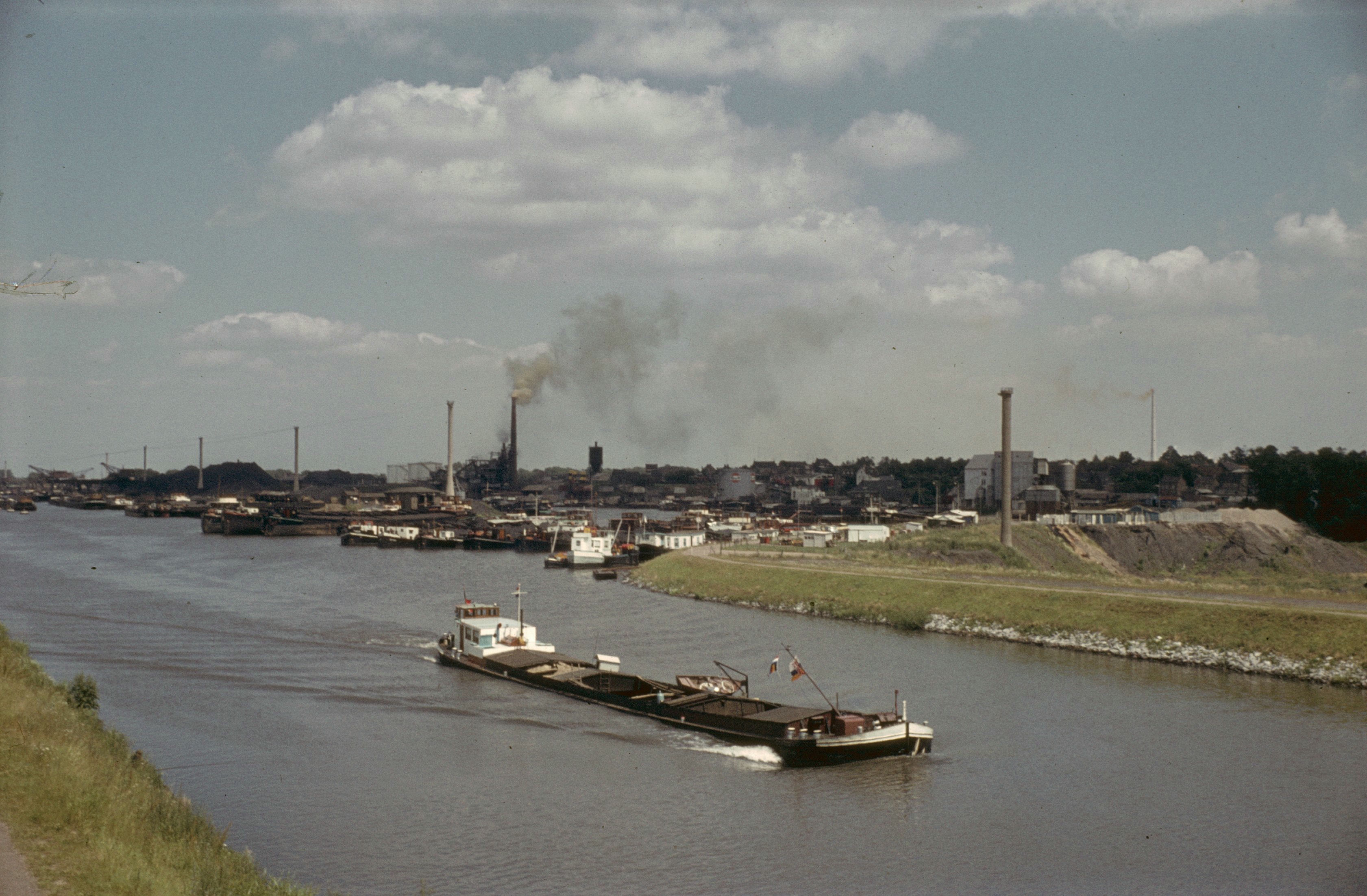
Haven van Stein in 1965
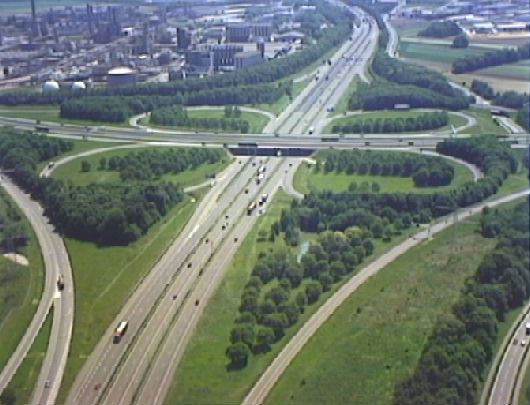
Knooppunt Kerensheide, linksboven het zuidelijke gedeelte van Chemelot
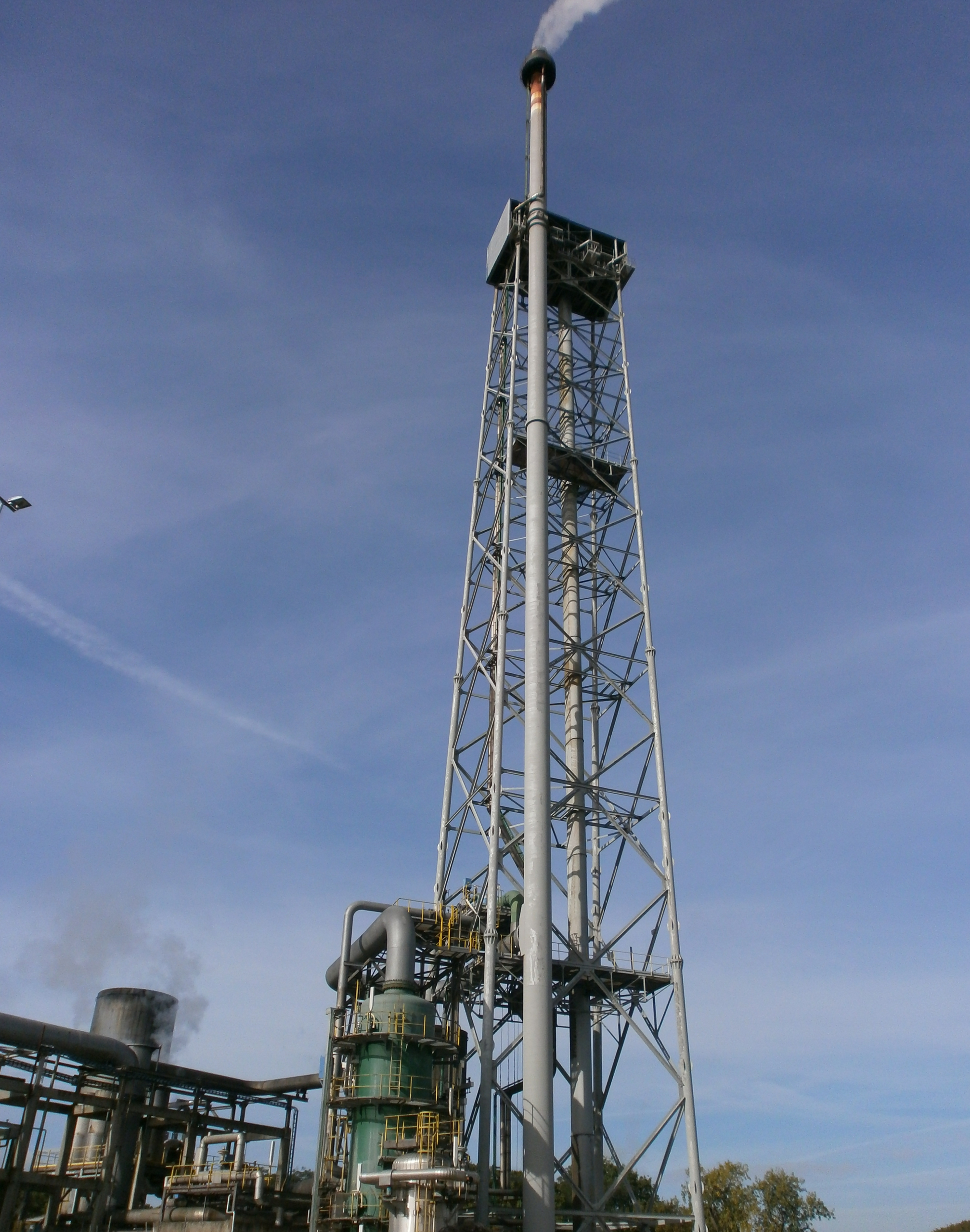
Fakkel van naftakraker Olefins 4

### Chemelot Industriepark (2000-nu)
In het jaar 2000 presenteerde DSM plannen voor een ingrijpende koerswijziging. In 2002 werden alle petrochemische activiteiten, tot dat moment ruwweg de helft van DSM’s activiteiten in Geleen, overgedragen aan de Saudi-Arabische onderneming SABIC, dat daarmee steeg van de 22e naar de 11e plaats op de wereldranglijst van petrochemische industrieën. Daarmee ontstond tevens een nieuwe situatie: twee grote spelers op één industrieterrein, DSM en SABIC. Vanaf 2002 werd het terrein aangeduid met de naam Chemelot, een samentrekking van 'chemo' en 'lot' (plek) en tevens een verwijzing naar het mythische kasteel Camelot van koning Arthur.

### Brightlands Chemelot Campus (2008-nu)
In 2005 werd door architectenbureau Broekbakema een masterplan gepresenteerd voor een nieuwe campusgedeelte op het oude industrieterrein. Vanaf 2008 kreeg het plan vaste vorm. Voor de onderzoeksafdeling van SABIC werd een nieuw kantoorgebouw ontworpen. Enkele vleugels van het voormalige Centraal Laboratorium werden ingrijpend gerenoveerd ten behoeve van DSM Resolve. In 2012 waren DSM, de Provincie Limburg en de Universiteit Maastricht/MUMC+ oprichters en aandeelhouders van de Chemelot Campus B.V., vanaf circa 2014 onderdeel van de Brightlands campussen. De provincie Limburg investeerde zo'n 200 miljoen euro in de ontwikkeling van de Chemelotcampus (januari 2019). In 2014 waren er op de campus 57 kennisintensieve bedrijven gevestigd met 1540 werknemers. Daarnaast waren er zo'n 250 studenten, die er studeerden en onderzoek verrichtten. Begin 2019 waren er 80 bedrijven, 2000 werknemers en 750 studenten. Voor eind 2019 was de verwachting dat er 2800 kenniswerkers en 1000 studenten zouden werken en studeren.
Eind 2013 ging het Aachen-Maastricht Institute for Biobased Materials (AMIBM) van start, een onderzoeksinstituut van de Universiteit Maastricht (UM) en de Rheinisch-Westfälische Technische Hochschule (RWTH). In januari 2014 werd het zogenaamde "Gebouw 110", een voormalige fabriekshal uit de jaren 1950, in gebruik genomen als centrale faciliteit voor de ruim duizend onderzoekers, ondernemers en studenten op de campus. Het gebouw stond op de nominatie om gesloopt te worden, maar Zuyd Hogeschool, Leeuwenborgh Opleidingen en de Universiteit Maastricht kozen het karakteristieke gebouw om ontmoetingsruimtes, laboratoria, een kantine en sportfaciliteiten in onder te brengen. Het nieuwe hart van de campus wordt gevormd door het Center Court, een gebouw van Ector Hoogstad Architecten op de voormalige locatie van het campusrestaurant. Het biedt onderdak aan het Chemelot Innovation and Learning Labs (CHILL), het Maastricht Science Programme van de Universiteit Maastricht, het DSM Innovation Center en diverse algemene faciliteiten van de Chemelot Campus. In 2018 kwamen de twee Brighthouses van vijf verdiepingen gereed, die grotendeels verhuurd zijn. Omdat er vrijwel geen ruimte voor uitbreiding is op het 28 ha grote campusterrein, wordt gezocht naar uitbreiding in noordelijke richting.

## Beschrijving terrein

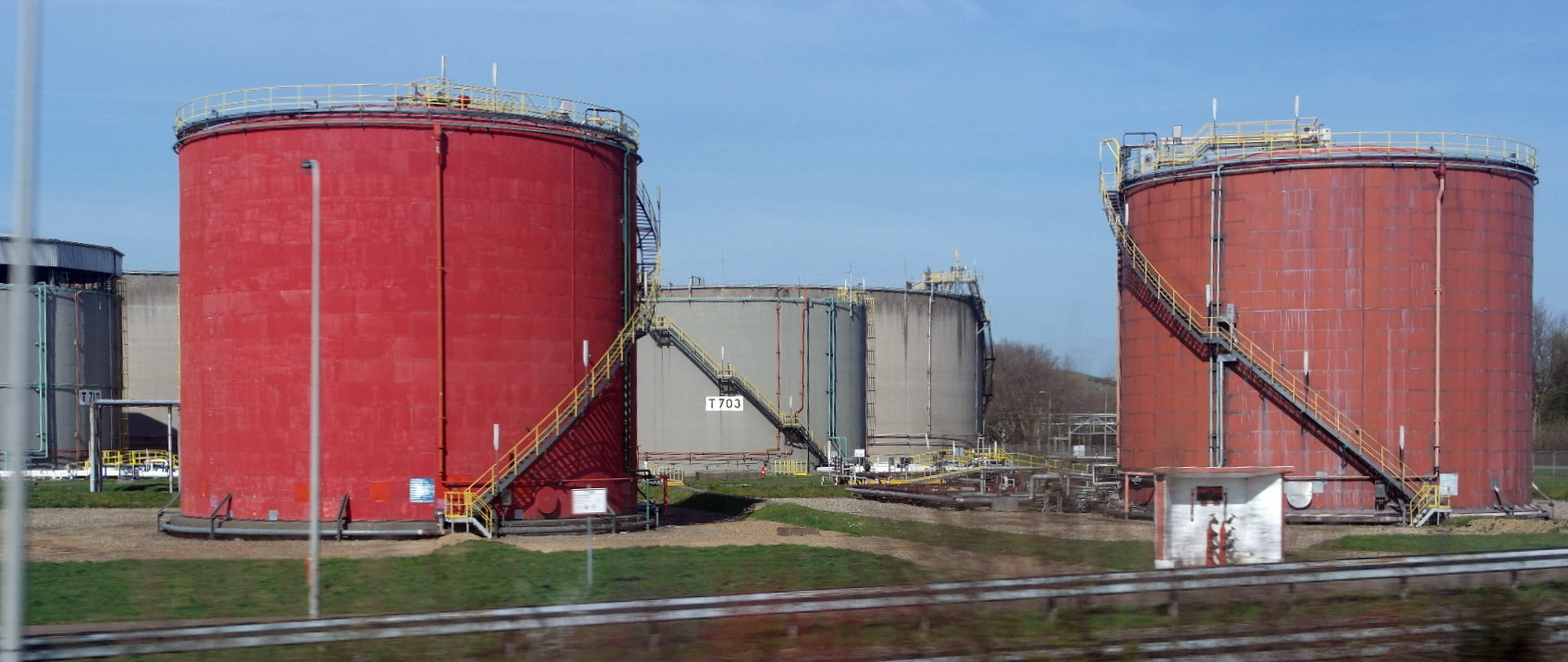
Opslagtanks van SABIC Europe op Chemelot

Chemelot omvat thans twee onderdelen: het Chemelot Industrial Park en de Brightlands Chemelot Campus. De totale oppervlakte van het Chemelot-terrein beslaat ongeveer 800 hectare. In 2007 werd Chemelot uitgebreid naar het voormalige terrein van de Staatsmijn Maurits. Ook de haven van Stein wordt thans tot het Chemelot-complex gerekend. De Maurits-steenberg ligt ook binnen het complex.

### Chemelot Industrial Park

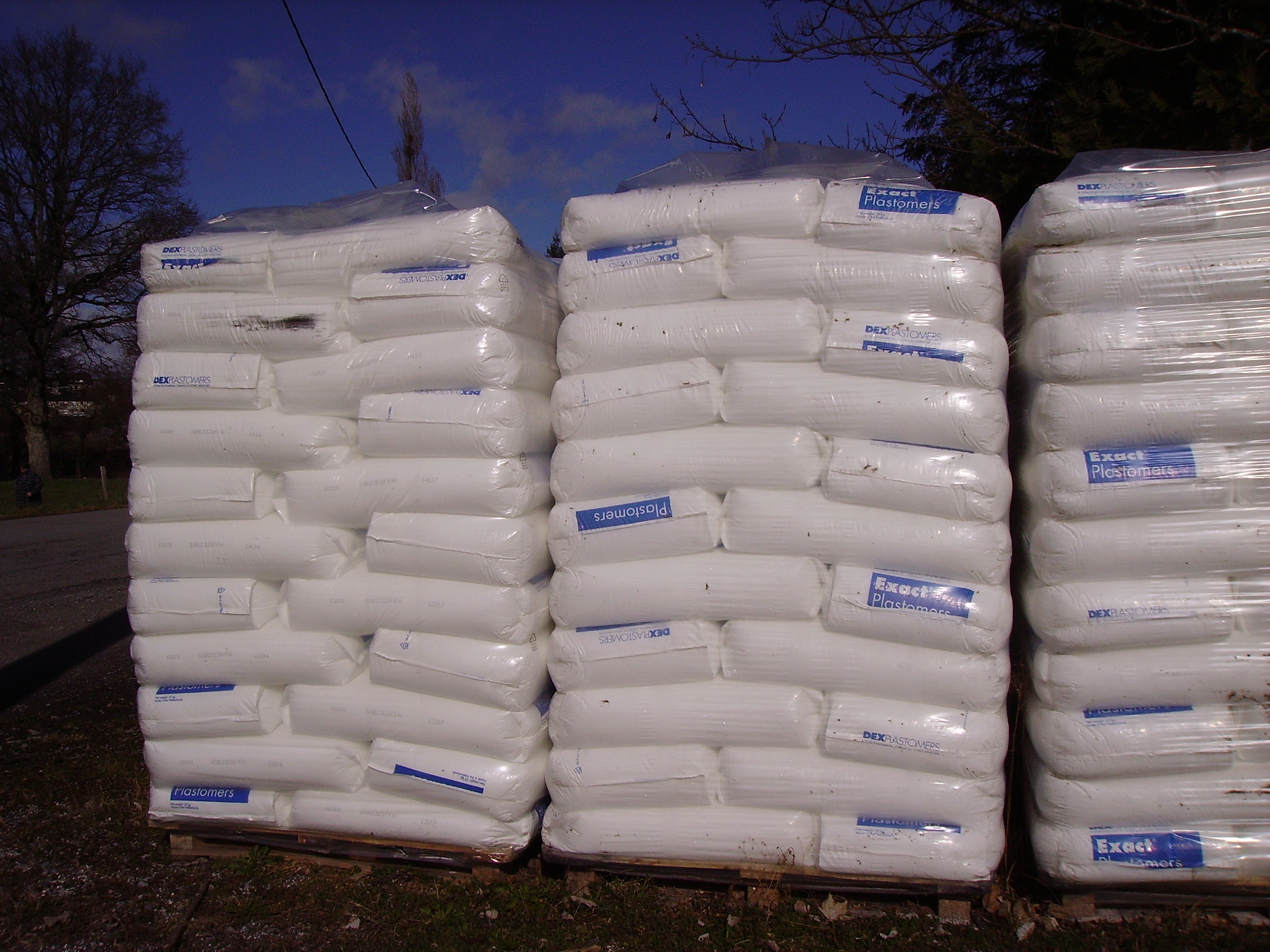
Plastomer-korrels, geproduceerd in Geleen door Borealis Plastomers

Grote gebruikers van Chemelot Industrial Park zijn onder andere SABIC Europe B.V. en OCI; zij exploiteren de grootste installaties. Andere op Chemelot gevestigde bedrijven zijn onder andere: Arlanxeo, EdeA, Borealis, Carbolim, Aurorium, Vynova Beek bv, Nano Specials, Cymaco, Anqore, Basic Pharma en Intertek. Recent vestigden zich op het terrein het Japanse Sekisui S-lec en het Indiase Technoforce Solutions. Anno 2013 bevinden zich op het Industrial Park onder andere twee naftakrakers (Olefins 3 en 4) en enkele polymerisatiefabrieken van SABIC en twee ammoniakfabrieken, drie salpeterzuurfabrieken, een kunstmestfabriek en een melaminefabriek van OCI Nitrogen. Fibrant beschikt op het Industrial Park over een caprolactamfabriek, Anqore een acrylonitrilfabriek en Advent International en LANXESS een fabriek voor performancekunststoffen. Arlanxeo heeft er een synthetische rubberfabriek en Sekisui S-Lec een harsenfabriek. Verschillende grote schoorstenen en koeltorens zijn al van veraf te zien en domineren de horizon bij Chemelot. De schoorsteen van nitrietfabriek NIFA is met 176 meter het hoogste bouwwerk van Chemelot. Na de schoorstenen van Shell Pernis is het de hoogste schoorsteen van Nederland. Het is de hoogste constructie van Limburg en zelfs een van de hoogste constructies van Nederland. Andere hoge bouwwerken op Chemelot van meer dan 100 meter zijn een schoorsteen van 126 meter, twee van 125 meter en een van 120 meter. Ook twee torenfakkels van 110 meter vallen op.
Enkele toeleveringsbedrijven maken eveneens gebruik van het terrein, onder andere Mainfreight Logistic Services (voorheen Wim Bosman Logistics), Laudy Bouw en Ontwikkeling, Océ Business Services, Profcore detachering en outsourcing, Mammoet heavy lifting and transport, Captrain en DB Cargo. Ondersteunende bedrijven op Chemelot zijn: de bedrijfsbrandweer, de warmte-krachtcentrale Swentibold, stoomfabrieken, een afvalwaterzuiveringsinstallatie, bedrijven voor wegen- en spoorwegenonderhoud en beveiligingsbedrijven. Het Chemelot-terrein is een geïntegreerd terrein, waarbij reststromen tussen fabrieken worden uitgewisseld. Via pijpleidingen worden sommige vloeibare grondstoffen direct aangevoerd uit o.a. de havens van Antwerpen en Rotterdam. Petrochemical Pipeline Services (PPS) beheert verschillende van deze leidingen. Ook vervoer via spoor en weg speelt echter nog altijd een grote rol. De sporen op het terrein zijn grotendeels overblijfselen van het mijnspoor Staatsmijn Maurits - Staatsmijn Hendrik. Er is in noordelijke richting een aansluiting op de spoorlijn Maastricht - Venlo. Treinen richting het zuiden moeten kopmaken bij station Sittard.

### Brightlands Chemelot Campus
Op de Brightlands Chemelot Campus doen wetenschappers van de Universiteit Maastricht, de Rheinisch-Westfälische Technische Hochschule uit Aken en de Technische Universiteit Eindhoven, in samenwerking met bedrijven als Arlanxeo, DSM en Sabic, onderzoek naar biomaterialen. Op de snelgroeiende Chemelot-campus zijn anno 2019 zo'n 80 bedrijven en instellingen gevestigd, waar studenten, onderzoekers en ondernemers samenwerken aan het ontwikkelen en vermarkten van nieuwe producten. De regionale ontwikkelingsmaatschappij LIOF opende een centrum voor 3D-printen op Chemelot.

### Groenere uitstraling
Op het gebied van luchtvervuiling scoort Chemelot slecht. In 2018 publiceerde de NOS een artikel waaruit blijkt dat Chemelot tot de tien industriële complexen behoort die in Nederland de meeste CO2 uitstoten.
De komende jaren worden miljoenen euro's uitgegeven om de industriële uitstraling van het Chemelot-gebied te compenseren met groen. Dat gebeurt enerzijds door de aanleg van fietspaden, wandelpaden en bushaltes om het gebruik van de auto terug te dringen; anderzijds door de aanleg van parken, groenstroken en sportvelden. In 2014 werd het noordelijk park gerealiseerd nabij de nieuwbouw van het materialencentrum. In 2015 werd het zuidelijk park aangelegd. Het centrale park is in 2016 gerealiseerd, na de oplevering van het Center Court, het hart van de campus.